# Cleo
 Ikke at forveksle med Cleo (polsk sangerinde).
Ellen Sofie Jensen f. Christiansen kendt under kunstnernavnet Cleo (8. december 1921 i Aalborg – 3. marts 2006 i Odder) var en dansk sanger og skuespiller.
I 1960'erne var hun med i radioprogrammet Spørg bare sammen med Simon Spies, Erhard Jacobsen og John Price. Hun sang i Bakkens Hvile fra 1947 til 1963 og medvirket i fire spillefilm. Hun indspillede række plader med efter datidens forhold vovede tekster. Bedst huskes "Zka vi sove eller hva'?" fra Dirch Passer-filmen Pigen og greven. Til trods for mange års kunstnerisk fravær, stod hun stærkt i publikums bevidsthed, og derfor var ingen i tvivl om hvem, der indsang fire strofer på Kim Larsens cd "Forklædt som voksen" i 1986.
Hun var gift med styrmand Gorm Jensen, som hun mødte på Bakkens Hvile. Sammen adopterede de Andreas og Helmut. Andreas døde ved et trafikuheld, da han var i 20'erne. Efter at have trukket sig tilbage fra rampelyset flyttede hun til Djursland med manden og Helmut og åbnede et kaffehus. Hun stillede op til kommunalvalget i Nørre Djurs Kommune i 1970 på sin egen liste og blev valgt ind, men genopstillede ikke. Efter hun forlod politik, fortsatte hun med at deltage i den offentlige debat og knyttede ofte kommentarer til tidens problemstillinger. En årrække omkring 1990'erne havde Gorm og Cleo en stand i Låsby på "det blå marked"; Gorm tegnede portrætter og Cleo solgte lidt af hvert.
Hun er begravet på Ørting Kirkegård

## Film
- Bag de røde porte – 1951
- Der var engang – 1966
- Pigen og greven – 1966
- Min søsters børn – 1966
- Elvira Madigan – 1967
- Pelle Erobreren – 1987